# Kléber Dadjo
Kléber Dadjo (* 12 augustus 1914; † 1989), was een Togolees militair (kolonel).
Dadjo volgde een militaire opleiding en was een militair in het Franse leger. Na de onafhankelijkheid van Togo (1960) diende hij in de generale staf van het Togolese leger. Hij nam deel aan de staatsgreep van januari 1963 die Nicolas Grunitzky aan de macht bracht.
Op 14 januari 1967 hoorde Dadjo bij de groep officieren (waar ook Étienne Eyadéma deel van uitmaakte) die een einde maakten aan Grunitzky's presidentschap. Kolonel Dadjo werd Voorzitter van de Nationale Raad voor Wederopbouw en stelde de grondwet buitenwerking. Op 14 april 1967 werd hij vervangen door kolonel Étienne Eyadéma.